# Margarita Musto
Margarita Musto (sinh 16 tháng 11 năm 1955) là một nữ diễn viên, đạo diễn sân khấu, phiên dịch, giáo viên người Uruguay, và Tổng giám đốc và nghệ thuật của Comedia Nacional.

## Tiểu sử
Margarita Musto tốt nghiệp năm 1982 tại Margarita Xirgu Multidisciplinary School of Dramatic Art  (EMAD). Cô đã làm việc dưới các đạo diễn như Carlos Aguilera, Jorge Curi, Mario Morgan, Omar Varela, China Zorrilla, David Hammond, và Valentin Tepliakov. Cô tham gia các tác phẩm của các tác giả cổ điển như Chekhov, Shakespeare và Federico García Lorca.
Cô làm việc trong bộ phim truyền hình Los Tres. Trong điện ảnh, cô đóng vai chính trong La historia casi verdadera de Pepita la Pistolera, dưới sự chỉ đạo của Beatriz Flores Silva. Với vai diễn này, cô đã nhận được giải thưởng tại Liên hoan phim quốc tế Guadalajara và Liên hoan phim điện ảnh lần thứ 12 của Uruguay. Năm 2008, Flores Silva chỉ đạo cô một lần nữa trong Polvo nuestro que estás en los cielos. Cô đã tham gia vào các bộ phim khác như Retrato de mujer con hombre al fondo  (1997) bởi Manane Rodríguez và La memoria de Blas Quadra  (2002) và Estrella del sur (film)  (2002) của Luis Nieto.
Là một nữ diễn viên nhà hát, một trong những tác phẩm nổi bật nhất của Musto là Breaking the Code của Hugh Whitemore, về cuộc đời của Alan Turing. Được Héctor Manuel Vidal đạo diễn, vở kịch đã diễn ra trong bốn năm và hơn 300 buổi chiếu, tính đến năm 1994. Những diễn giải quan trọng khác trong sự nghiệp của cô là El método Grönholm Una Relación pornográfica, Frozen, Sonata de otoño (đạo diễn Omar Varela), Madre Coraje, Closer, và Một cuộc gọi thanh tra (đối với tác phẩm Trung Quốc Zorrilla).